# Emil Rostrup
Emil Rostrup (ur. 28 stycznia 1831, zm. 16 stycznia 1907) – duński botanik, mykolog i fitopatolog.
Od 1858 r. Emil Rostrup uczył przyrody w kolegium pedagogicznym w Skårup Seminarium. Przez 25 lat kształcił przyszłych nauczycieli szkolnych. W międzyczasie zasłynął ze swoich podręczników dotyczących flory oraz z prac nad chorobami roślin. W 1883 r. został mianowany docentem na Królewskim Uniwersytecie Weterynaryjnym i Rolniczym. Od 1902 r. był profesorem na tym samym uniwersytecie. Rostrup był pierwszym fizjopatologiem w Danii. Od 1882 r. był członkiem Królewskiej Duńskiej Akademii Nauk i Literatury, od 1888 r. Królewskiego Towarzystwa Fizjograficznego w Lund, od 1890 r. Królewskiej Szwedzkiej Akademii Rolnictwa i Leśnictwa. W 1894 r. został doktorem honoris causa Uniwersytetu Kopenhaskiego.
Po jego śmierci, jego uczeń Jens Lind opublikował pełne sprawozdanie na temat wszystkich grzybów zebranych przez Rostrupa w Danii – głównie mikroorganizmów, takich jak patogeny roślinne. Dla uczczenia osiągnięć Rostrupa nazwano wiele gatunków grzybów, np. Exobasidium rostrupii, Acanthosphaeria rostrupii, Austroboletus rostrupii, Phoma rostrupii.
Opisał nowe gatunki grzybów. Przy nazwach naukowych utworzonych przez niego taksonów dodawany jest skrót jego nazwiska (tzw. cytat) Rostr.